# زمین‌لرزه ۱۹۸۴ ژاپن
زمین‌لرزه ژاپن  در تاریخ ۶ مارس ۱۹۸۴ میلادی، برابر با ‎۱۶ اسفند ۱۳۶۲، ساعت ۲:۱۷:۲۱ به زمان یوتی‌سی در ژاپن رخ داد. ژرفای این زلزله ۴۶۰٫۳ کیلومتر بود، و بزرگی آن ۷٫۴ در مقیاس Mw اعلام شده‌است. زمین‌لرزه به وقت محلی در روز سه‌شنبه، ساعت ۱۱ روی داده و منطقه زمانی آن یوتی‌سی +۹ بوده‌است .
سازمان زمین‌شناسی آمریکا نیز رومرکز این زمین‌لرزه را در مختصات ۲۹°۲۳′۰۲″شمالی ۱۳۸°۵۶′۰۶″شرقی / ۲۹٫۳۸۴°شمالی ۱۳۸٫۹۳۵°شرقی و ژرفای آنرا در ۴۵۷ کیلومتر گزارش کرده‌است. بزرگی برگزیدهٔ این سازمان از میان بزرگیهای محاسبه‌شدهٔ مختلف ۶٫۶ در مقیاس mb بوده و از دید اثر، در میان چهار دسته‌بندی «نامحسوس»، «محسوس»، «زیان‌آور» یا «با تلفات»، زلزله را «با تلفات» اعلام کرده‌است.
پروژهٔ «تنسور گشتاور مرکزوار» زاویه‌های (راستا، شیب، ریک) گسل سازندهٔ زمین‌لرزه و صفحه عمود بر آنرا (°۶۸، °۲۰، °۱۷۳-) یا (°۳۳۲، °۸۸، °۷۰-) و نوع گسل را «امتدادلغز» فرارسانده‌است.
زمین‌لرزه کشته‌ای نداشته و تعداد زخمیان ۱ نفر برآورده شده‌است.